# Lepidochitona stroemfelti
Lepidochitona stroemfelti är en blötdjursart som först beskrevs av J. Richard M. Bergenhayn 1931.  Lepidochitona stroemfelti ingår i släktet Lepidochitona och familjen Ischnochitonidae. Inga underarter finns listade i Catalogue of Life.